# Terapia de realidad virtual
La terapia de realidad virtual (TRV), también conocida como terapia de inmersión de realidad virtual (TIRV), simulacro para terapia (SPT), terapia de exposición de realidad virtual (TERV) o computarizado CBT (CCBT), consiste en el uso de tecnología de realidad virtual, con el objetivo de emplear terapias psicológicas y/u ocupacionales que inciden positivamente en la «reabilitación virtual». Los pacientes que reciben terapia de realidad virtual navegan a través de entornos digitales, completando tareas especialmente diseñadas y casi siempre adaptadas para tratar una dolencia específica. La tecnología puede variar desde una simple configuración de PC y teclado hasta modernos audífonos de realidad virtual. 
Es ampliamente utilizada, dispuesto de manera alternativa a la terapia de exposición, situación caracterizada por la interacción de los pacientes con representaciones virtuales inofensivas de estímulos traumáticos, con el fin de reducir las respuestas de miedo, lo que ha demostrado ser especialmente efectivo en el tratamiento del «síndrome postrombótico» (SPT). La terapia de realidad virtual también se ha utilizado para ayudar a las víctimas de un accidente cerebrovascular (ACV) a recuperar el control muscular y para tratar otros trastornos como el trastorno dismórfico, también para mejorar las habilidades sociales en personas diagnosticadas con autismo.

## Descripción
La terapia de realidad virtual (TRV) utiliza computadoras especialmente programadas, dispositivos de inmersión visual y entornos creados artificialmente para brindar a los pacientes una experiencia simulada que se puede utilizar para diagnosticar y tratar afecciones psicológicas que los afectan negativamente. 
La reacción a los peligros percibidos de las fobias ambientales (como las alturas, hablar en público, volar, espacios cerrados) se desencadenan por estímulos visuales y auditivos. En las terapias basadas en la realidad virtual, el mundo simulado con esta tecnología es un medio para proporcionar estímulos artificiales y controlados en el contexto del tratamiento y con un terapeuta o especialista capaz de controlar la reacción del paciente. A diferencia de la terapia cognitiva conductual tradicional, el tratamiento basado en realidad virtual puede implicar ajustar el entorno virtual, como por ejemplo, añadir olores de intensidad controlada o añadir y ajustar vibraciones. Esto puede permitir al médico determinar los desencadenantes y los niveles de activación para la reacción de cada paciente. 
Los sistemas de terapia basados en realidad virtual pueden permitir reproducir escenas virtuales, con o sin ajuste, para habituar al paciente a dichos entornos. Los terapeutas que aplican la terapia de exposición de realidad virtual, al igual que los que aplican la terapia de exposición en vivo, pueden adoptar uno de dos enfoques relacionados con la intensidad de la exposición. 
- El primer enfoque se llama inundación, el cual se refiere al enfoque más intenso donde los estímulos que producen la mayor ansiedad se presentan primero. Para los soldados que han desarrollado TEPT a partir del combate, esto podría significar primero exponerlos a una escena de realidad virtual donde sus compañeros reciben disparos o son heridos, seguido de estímulos menos estresantes, como los sonidos de combate.
- Por otro lado, lo que se conoce como exposición gradual, adopta un enfoque más relajado en el que se introducen primero los estímulos menos angustiantes.[2]

La exposición a la realidad virtual (VR), en comparación con la exposición en vivo, tiene la ventaja de proporcionar al paciente una experiencia vívida sin riesgos o costos asociados a la misma. La TRV es muy prometedora ya que históricamente produce una "cura" aproximadamente de una cifra del 90% del tiempo a alrededor de la mitad del costo de la autoridad de la terapia cognitiva conductual tradicional, y es especialmente prometedora como tratamiento para el TEPT donde simplemente no hay suficientes psicólogos y psiquiatras para tratar a todos los veteranos con trastorno de ansiedad diagnosticados en relación con su servicio militar.
Se han producido algunos avances en el campo de la medicina de realidad virtual. La realidad virtual es una inmersión completa del paciente en un mundo virtual al ponerse audífonos con una pantalla LED que funcionan como lentes en los auriculares; esto es diferente de los avances recientes en realidad aumentada. La realidad aumentada es diferente en el sentido de que mejora el entorno no sintético al introducir elementos sintéticos en la percepción del mundo por parte del usuario. Esto, a su vez, «aumenta» la realidad actual y utiliza elementos virtuales para construir sobre el entorno existente. La realidad aumentada presenta beneficios adicionales y ha demostrado ser un medio a través del cual las personas que sufren de una fobia específica pueden exponerse de manera segura a los objetos de su miedo, sin los costos asociados con la programación de entornos virtuales completos. Por lo tanto, la realidad aumentada puede proporcionar una alternativa eficaz a algunas terapias basadas en la exposición menos ventajosa.

## Historia
La terapia de realidad virtual (TRV) fue inicialmente utilizada y «acuñada» por Max North lo cual está documentado en la primera publicación conocida (Entorno Virtual y Trastornos Psicológicos, Max M. North, y Sarah M. North, Revista Electrónica de Cultura Virtual, 2,4, julio 1994), su tesis doctoral TRV fue finalizada en 1995 (empezó en 1992), y continuó con el primer libro publicado de TRV en 1996 (Terapia de Realidad Virtual, un Paradigma Innovador, Max M. North, Sarah M. Del North, y Joseph R. Coble, 1996. IPI Press. ISBN 1-880930-08-0). Su trabajo pionero en tecnología de realidad virtual comenzó en 1992 como investigador académico en la Universidad de Clark, Atlanta y fue financiado por el Laboratorio de Investigación del Ejército de los Estados Unidos.
Ralph Lamson, graduado de la USC entonces en el Grupo de Psiquiatría Kaiser Permanente, realizó una exploración temprana entre 1993-1994 de TRV. Lamson comenzó a publicar su trabajo en 1993. Como psicólogo, estaba más preocupado por los aspectos médicos y terapéuticos, es decir, cómo tratar a las personas utilizando la tecnología, en lugar del aparato, el cual se obtuvo de División, Inc. La revista Psychology Today reportó en 1994 que estos tratamientos realizados entre 1993 - 1994 tuvieron éxito en aproximadamente el 90% de los pacientes de psicoterapia virtual de Lamson. Es por ello, que Lamson escribió en 1993 un libro titulado "Terapia virtual", que fue publicado en 1997, dirigido principalmente a la explicación detallada de las bases anatómicas, médicas y terapéuticas para el éxito de la TRV. En 1994-1995, resolvió su propia acrofobia en una prueba de uso de una simulación de realidad virtual de un tercero y luego preparó una prueba de 40 pacientes financiada por Kaiser Permanente. Poco después, entre 1994-1995, Larry Hodges, entonces un científico de la computación en el Instituto de Tecnología de Georgia activo en RV, comenzó a estudiar TRV en cooperación con Max North, quién había reportado un comportamiento anómalo en los estudios de RV de simulación de alfombra voladora y lo atribuyó a la respuesta fóbica de naturaleza desconocida. Hodges intentó contratar a Lamson sin éxito en 1994 y en su lugar comenzó a trabajar con Barbara Rothbaum, una psicóloga de la Universidad Emory para evaluar la TRV en pruebas grupales controladas, experimentando un 70% de éxito entre el 50% de sujetos que completaron el programa de prueba. 
En 2005, Skip Rizzo del Instituto de Tecnologías Creativas de la USC, con fondos de investigación de la Oficina de Investigación Naval (ONR), comenzó a validar una herramienta que creó utilizando recursos del juego "Full Spectrum Warrior" para el tratamiento del trastorno por estrés postraumático. "Virtual Irak" se evaluó y mejoró posteriormente con fondos de ONR y cuenta con el respaldo de Virtually Better, Inc. También apoyaron aplicaciones de terapia basada en realidad virtual para aerofobia, acrofobia, glosofobia y abuso de sustancias. El Virtual Irak resultó exitoso en la normalización de más del 70% de los pacientes con SPT, y se ha convertido en un tratamiento estándar aceptado por la Asociación de Ansiedad y Depresión de América. Sin embargo, el VA ha seguido haciendo hincapié en la terapia tradicional de exposición prolongada como el tratamiento de elección, y las terapias basadas en realidad virtual solo han tenido una adopción limitada, a pesar de la promoción activa por parte del Departamento de Defensa (DOD), y a pesar de que la TRV tiene un costo mucho menor y tasas de éxito aparentemente más altas. Actualmente, se está realizando un estudio financiado por la ONR de $12 millones para comparar definitivamente la eficacia de los dos métodos, PET y TRV. Subsecuentemente, los laboratorios militares han establecido docenas de laboratorios de TRV y centros de tratamiento para tratar tanto el SPT como una variedad de otras afecciones médicas. Por lo tanto, el uso de TRV se ha convertido en un tratamiento psiquiátrico convencional para los trastornos de ansiedad y está encontrando un uso cada vez mayor en el tratamiento de otros trastornos cognitivos asociados con diversas afecciones médicas como la adicción, la depresión y el insomnio.

## Aplicaciones

### Terapia psicológica

#### Terapia de exposición
La tecnología de realidad virtual es especialmente útil para la terapia de exposición, un método de tratamiento en el que los pacientes son introducidos y luego expuestos a un estímulo traumático. Dentro de entornos virtuales, los pacientes pueden interactuar de forma segura con una representación de su fobia, y los investigadores no necesitan tener acceso a una versión real de la fobia misma.
Un ejemplo muy exitoso de la terapia de exposición a la terapia de realidad virtual es el sistema de tratamiento del SPT, Irak Virtual. Usando una pantalla montada en la cabeza y una plataforma de juego, los pacientes navegan en un Humvee alrededor de recreaciones virtuales de Irak, Afganistán, y los Estados Unidos. Al estar expuestos de manera segura a los entornos traumáticos, los pacientes aprendieron a reducir su ansiedad. Según una revisión de la historia de Irak Virtual, un estudio encontró que redujo los síntomas del SPT en un promedio del cincuenta por ciento, y descalificó a más del setenta y cinco por ciento de los participantes para el SPT después del tratamiento. La terapia de exposición a la realidad virtual también se usa comúnmente para tratar fobias específicas, especialmente fobia a animales pequeños. Los animales comúnmente temidos como las arañas se pueden reproducir fácilmente en un entorno virtual, en lugar de requerir que el terapeuta o el investigador busquen la contraparte de la vida real. Esta técnica también se ha utilizado experimentalmente para tratar otros miedos como hablar en público y claustrofobia.
En 2011, tres investigadores de la Universidad de York propusieron un sistema asequible de terapia de exposición a la realidad virtual (TERV) para el tratamiento de fobias que podrían establecerse en el hogar.

### Rehabilitación
El término «rehabilitación virtual» fue acuñado en 2002 por el profesor Daniel Thalmann de EPFL (Suiza) y el profesor Grigore Burdea de Universidad Rutgers (Estados Unidos). En su opinión, el término se debe aplicar para referirse tanto a la terapia física como a las intervenciones cognitivas (como para pacientes que sufren de trastorno postraumático, fobias, ansiedades, déficit de atención o amnesia). Desde 2008, la comunidad de rehabilitación virtual ha sido apoyada por la Sociedad Internacional en Rehabilitación Virtual.
La rehabilitación virtual es un concepto en psicología en el que el entrenamiento de un paciente terapéutico está basado enteramente en ejercicios de realidad virtual o se complementan con ellos. Si no se proporciona una terapia convencional, se dice que la rehabilitación está "basada en la realidad virtual". De lo contrario, si la rehabilitación virtual se suma a la terapia convencional, la intervención es "realidad virtual aumentada". Casi una cuarta parte de la población mundial utiliza la Internet. Como resultado, la rehabilitación virtual y la rehabilitación mediante videojuegos se han vuelto bastante comunes. De hecho, la terapia virtual ha sido utilizada sobre métodos terapéuticos regulares para tratar una series de trastornos.
Algunos factores a tener en cuenta en la rehabilitación virtual son: sensibilidad cultural, accesibilidad y capacidad para financiar la terapia virtual.

### Ventajas
La rehabilitación virtual ofrece ventajas en comparación con métodos terapéuticos convencionales:
- Motiva al paciente debido a la animación
- Proporciona medidas de resultado objetivo de eficacia de terapia (limb velocidad, gama de movimiento, índices de error, puntuaciones de juego, etc.).
- Este dato es limpiamente almacenado por el ordenador que corre el simulacro y puede ser hecho disponible en el Internet.
- Así la rehabilitación virtual puede ser actuada en la casa del paciente y controlado en una distancia (deviniendo telerehabilitation).
- El cliente siente más activamente implicado en la desensibilización;
- Eficaz para hospitales para reducir sus costes.
- Impacto grande de realidad virtual encima alivio de dolor.
- Un coste más bajo de medicina y equipamiento.

### Desventajas
Hay diferentes tipos de problemas basados en la realidad virtual:
- Los dispositivos de realidad virtual no fueron cómodos.
- No es útil para pacientes con algunos síntomas especiales.

## Objetivos terapéuticos
Depresión
En febrero de 2006, el Instituto Nacional de Salud y Excelencia Clínica (NICE) del Reino Unido recomendó que la VRT esté disponible para su uso dentro del NHS en Inglaterra y Gales, para pacientes que presentan depresión leve / moderada, en lugar de optar inmediatamente por medicamentos antidepresivos. Algunas áreas se han desarrollado o están en fase de prueba.
En la Universidad de Auckland en Nueva Zelanda, un equipo dirigido por la Dra. Sally Merry ha estado desarrollando un videojuego "serio" que implementa CBT  para ayudar combatir depresión entre los adolescentes. El videojuego, Sparx, tiene una serie de características para ayudar a combatir la depresión, donde el usuario asume el papel de un personaje que viaja a través de un mundo de fantasía, combatiendo pensamientos negativos "literales" y aprendiendo técnicas para controlar su depresión.
Trastornos alimentarios y dismorfia corporal.
La terapia de realidad virtual también se ha utilizado para tratar los trastornos alimentarios y el trastorno dismórfico corporal. Un estudio en 2013 hizo que los participantes completarán varias tareas en entornos de realidad virtual que no podrían haberse replicado fácilmente sin la tecnología. Las tareas incluían mostrar a los pacientes las implicaciones de alcanzar su peso deseado, comparar su forma corporal real con un avatar creado usando su tamaño corporal percibido y alterar un reflejo virtual para que coincida con su tamaño cuerpo real.

### Acrofobia
Un estudio publicado en The Lancet demostró que la terapia de realidad virtual puede ayudar a tratar la acrofobia.

### Terapia ocupacional

#### Autismo
Se ha demostrado que la realidad virtual mejora las habilidades sociales de los adultos jóvenes con autismo. En un estudio, los participantes controlaron un avatar virtual en diferentes entornos virtuales donde a través de diversas tareas sociales como entrevistar, conocer gente nueva y lidiar con argumentos. Los participantes también fueron encuestados meses después del estudio para determinar cuán efectivos pensaron que eran los tratamientos, y las respuestas fueron abrumadoramente positivas. Muchos otros estudios también han explorado esta opción de terapia ocupacional.

#### Desorden de estrés postraumático
También es posible utilizar la realidad virtual para ayudar a las personas con desorden de estrés postraumático. La realidad virtual permite a los pacientes revivir sus situaciones de trauma en diferentes extremos mientras un terapeuta está con ellos guiandolos a través del proceso. Algunos académicos creen que esta es una excelente manera de tratar a estos pacientes ya que permite la recreación exacta de lo que pasaron. "Permite un mayor compromiso del paciente y, consecuentemente, una mayor activación de la memoria traumática, lo que es necesario para la extinción del miedo condicionado".

#### Accidente cerebro-vascular
La realidad virtual también tiene aplicaciones en el lado físico de la terapia ocupacional. Para pacientes de accidentes cerebrovasculares, varias tecnologías de realidad virtual pueden ayudar a devolver la habilidad motriz fina a diferentes grupos de músculos. La terapia a menudo incluye juegos controlados con controladores hápticos de realimentación que requieren movimientos finos, tales como tocar el piano con una mano virtual. El sistema de juegos Wii también se ha utilizado junto con la realidad virtual como método de tratamiento.

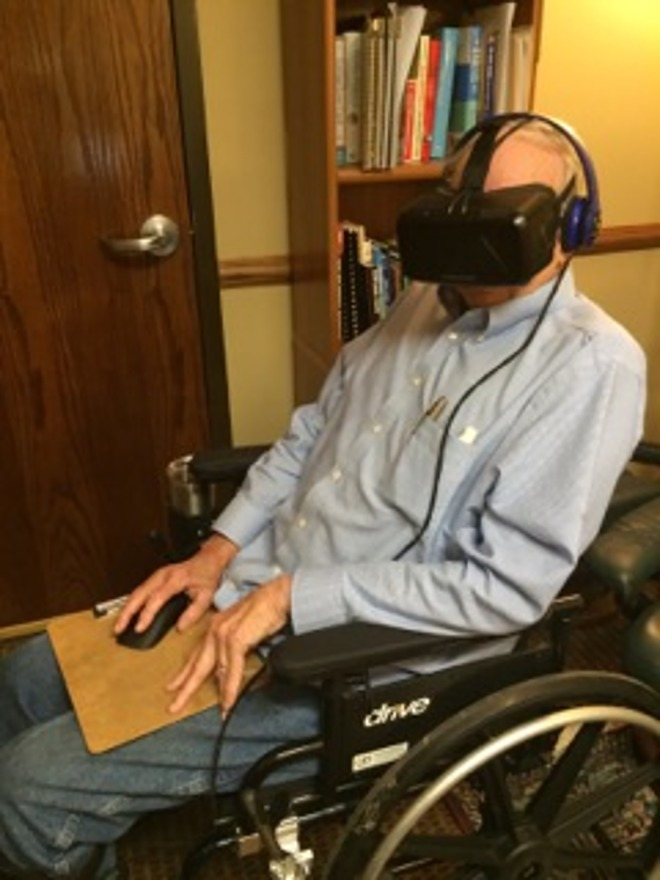
El impacto de la realidad virtual en casos de dolor crónico.

### Dolor crónico
Se ha demostrado que la realidad virtual (VR) es efectiva para disminuir el dolor agudo, pero hasta la fecha se han realizado pocos estudios sobre su uso en el dolor crónico. Los pacientes con dolor crónico pueden tolerar la sesión de RV sin los efectos secundarios que a veces vienen con la RV, como dolores de cabeza, mareos o náuseas.

### Rehabilitación
La realidad virtual también está ayudando a los pacientes a superar los problemas de equilibrio y movilidad resultantes de un derrame cerebral o lesión en la cabeza. En el estudio de la realidad virtual, la modesta ventaja de la realidad virtual sobre el entrenamiento convencional respalda la necesidad de una mayor investigación del efecto de la realidad virtual de captura de video o de la realidad virtual combinada con la terapia convencional en estudios aleatorizados a gran escala, más intensos y controlados. El estudio muestra que los pacientes asistidos por VR tenían una mejor movilidad cuando los terapeutas revisaron en los dos meses posteriores. Otra investigación ha mostrado resultados igualmente exitosos para pacientes con parálisis cerebral en rehabilitación por problemas de equilibrio.

### Cirugía
La realidad virtual difumina suavemente la demarcación entre el mundo físico y la simulación por computadora, ya que los cirujanos pueden usar las últimas versiones de gafas de realidad virtual para interactuar en un espacio tridimensional con el órgano que requiere tratamiento quirúrgico, verlo desde cualquier ángulo deseado y cambiar entre Vista 3D y las imágenes CT reales.

## Eficacia
Ensayos de tratamiento de la acrofobia aleatorizados y estrictamente controlados realizados en 1993-1994 en Kaiser Permanente proporcionaron una efectividad menor al 90%. De los 40 pacientes tratados, 38 mostraron una marcada reducción en la reacción fóbica a las alturas y auto reportaron alcanzar sus objetivos. La investigación encontró que la VRT permite a los pacientes alcanzar victorias sobre situaciones de altura virtual que no podrían enfrentar en la vida real, y que aumentar gradualmente la altura y el peligro en un entorno virtual produjo incremento en las victorias y una mayor autoconfianza del paciente de manera que realmente podría enfrentar la situación en la vida real. "Las intervenciones de terapia virtual empoderan a las personas. La tecnología de simulación de realidad virtual permite en sí misma un tratamiento orientado al dominio/maestría (…) En lugar de hacer frente a las amenazas, los fóbicos manejan progresivamente aspectos más amenazantes en un entorno generado por computadora (…) La gama de aplicaciones puede ampliarse mejorando la realidad y la interactividad para que las acciones provoquen reacciones en los entornos en los que los individuos se sumergen".
Otro estudio examinó la efectividad de la terapia de realidad virtual en el tratamiento del personal de combate militar que regresaba recientemente de los conflictos actuales en Irak y Afganistán. Rauch, Eftekhari y Ruzek realizaron un estudio con una muestra de 42 combatientes que ya habían sido diagnosticados con TEPT (trastorno de estrés postraumático) crónico. Estos militares fueron preseleccionados utilizando varios autoinformes de diagnóstico diferentes, incluida la lista de verificación militar de TEPT, una herramienta de detección utilizada por los militares en la determinación de la intensidad del diagnóstico de TEPT midiendo la presencia de sus síntomas. Aunque 22 de los militares abandonaron el estudio, los resultados del estudio sobre los 20 militares restantes todavía tienen mérito. Los militares recibieron las mismas pruebas de diagnóstico después del estudio, que consistió en múltiples sesiones de exposición a realidad virtual y terapia de exposición a la realidad virtual. Los militares mostraron mucha mejoría en los puntajes de diagnóstico, lo que indica una disminución de los síntomas del TEPT. Asimismo, también se administró un cribado diagnóstico de seguimiento de tres meses después de las sesiones iniciales a las que se sometieron los militares. Los resultados de este estudio mostraron que 15 de los 20 participantes ya no cumplían con los criterios de diagnóstico de TEPT y mejoraron su puntuación en la lista de verificación militar de TEPT en un 50% en la evaluación posterior al estudio. Aunque solo 17 de los 20 participantes participaron en la evaluación de seguimiento de 3 meses, 13 de los 17 todavía no cumplían con los criterios de PTSD y mantuvieron su mejora del 50% en la puntuación de la lista de verificación militar de PTSD. Estos resultados muestran efectos prometedores y ayudan a validar la terapia de realidad virtual como un modo de terapia eficaz para el tratamiento del TEPT (McLay et al., 2012).
El entrenamiento con instrumentos reales combinados con realidad virtual fue eficaz para promover la recuperación de la función cognitiva y de las extremidades superiores de pacientes y, por lo tanto, puede ser una estrategia innovadora de neurorrehabilitación traslacional después de un accidente cerebrovascular. En el estudio, el grupo experimental mostró mayores efectos terapéuticos de manera dependiente del tiempo que el grupo de control, especialmente en la potencia motora de la extensión de la muñeca, la espasticidad de la flexión del codo y la extensión de la muñeca y las pruebas de caja y bloque. Los pacientes del grupo experimental, pero no los del grupo de control, también mostraron mejoras significativas en la potencia de pellizco lateral, palmar y de la punta, Box and Block y 9-HPT desde antes hasta inmediatamente después del entrenamiento.

## Desarrollo continuado
Larry Hodges, anteriormente de Georgia Tech y ahora de la Universidad Clemson, y Barbara Rothbaum, de la Universidad Emory, han hecho trabajos extensos en VRT, tienen varias patentes y también fundaron una compañía, Virtually Better, Inc.
En los Estados Unidos, el Departamento de Defensa (DOD) continúa financiando investigación en VRT y activamente está utilizando VR en tratamiento de TEPT.
Se están destinando millones de dólares en fondos a desarrollos y ensayos iniciales en el ámbito de la realidad virtual a medida que las empresas compiten por la aprobación de la Administración de Medicamentos y Alimentos (FDA) para sus aplicaciones médicas.

### Software BRAVEMIND
En 2014 se informó de una aplicación de realidad virtual llamada BRAVEMIND utilizada como terapia de exposición prolongada (EP) para traumas relacionados con la actividad militar. BRAVEMIND es el acrónimo de Battlefield Research Accelerating Virtual Environments for Military Individual Neuro Disorders (Ambientes Virtuales que Aceleran la Investigación acerca del Campo de Batalla para Desórdenes Neurológicos Militares Individuales). Aplicaciones de la terapia de exposición a la realidad virtual (VRET) se han utilizado para ayudar a las poblaciones civiles con ansiedad por volar, hablar en público y las alturas. BRAVEMIND se ha estudiado en poblaciones de médicos militares, así como en sobrevivientes de ataques sexuales militares y combates. Esta tecnología fue desarrollada por investigadores en la Universidad del Sur de California en colaboración con el Laboratorio de Investigación del Ejército de EE. UU..
En 2004, informes indicaron que el 40% de los miembros militares experimentan TEPT, pero solo el 23% busca ayuda médica. Los médicos de Emory describieron que uno de los indicadores más fuertes del TEPT es la evitación, diciendo que esto inhibe a los afectados de buscar tratamiento. La terapia de exposición prolongada requiere que el paciente cierre sus ojos y cuente el episodio pertinente con tanto detalle como sea posible. La metodología se basó en el concepto de que al enfrentar el evento, la carga de los detonantes puede atenuarse con el tiempo. La aplicación VRET BRAVEMIND se diferencia de la EP en que el paciente no vuelve a imaginar el episodio, sino que usa unos auriculares que lo colocan en el entorno familiar. Este auricular está equipado con dos pantallas (una para cada ojo), auriculares y un monitor de posición que cambia la escena visual para que coincida con los movimientos de la cabeza del paciente. Dependiendo de la experiencia del paciente, puede estar de pie o sentado sobre una plataforma elevada con un vibrador de bajos. Esto permite vibraciones que simulan la experiencia de conducir un vehículo militar. Otros accesorios como joysticks o ametralladoras simuladas se entregan a los pacientes, si corresponde, para realzar el realismo.
El médico introduce factores desencadenantes, como disparos, explosiones, etc. en el entorno virtual como mejor le parezca. El médico también puede adaptar las condiciones de sonido e iluminación para que coincidan con la descripción del paciente. Los investigadores que desarrollaron el sistema BRAVEMIND informaron que, en un ensayo de 20 pacientes, las puntuaciones de los pacientes en la lista de verificación de diagnóstico de TEPT-versión militar (PCL-M) cayeron de 54,4 antes del tratamiento a 35,6 después del tratamiento tras once sesiones. En otro ensayo clínico, que consistió en 24 soldados en servicio activo, se informó que después de 7 sesiones, el 45% ya no se identificó como positivo para TEPT mientras que el 62% demostró una mejoría sintomática. Estos resultados experimentales se compararon con los de tratamientos alternativos de EP.
El software BRAVEMIND tiene 14 entornos diferentes disponibles, incluidos cuarteles militares, mercados iraquíes y carreteras del desierto. Se incluyen entre estos entornos específicos de trauma sexual militar. Los entornos diseñados, como entornos de base estadounidense, áreas de duchas, letrinas, refugios remotos y otros fueron desarrollados después de consultar a expertos en la materia de la Universidad Emory.
Los defensores de esta investigación han dicho que, con la prevalencia de los videojuegos basados en el ejército, esta tecnología puede ser más atractiva para los pacientes y reducir el estigma que rodea al tratamiento. También han argumentado que a medida que se desarrolla la investigación sobre el TEPT, los posibles subtipos pueden responder a los tratamientos de manera diferente y, por lo tanto, lo mejor es diversificar las opciones de tratamiento. Otros han expresado reservas sobre la capacidad de personalizar adecuadamente los VRET para un tratamiento individualizado y el uso de estereotipos étnicos al desarrollar entornos poblados por árabes.

## Tratamiento para lesiones
La terapia de realidad virtual tiene dos beneficios potenciales prometedores para el tratamiento de pacientes con negligencia hemispacial. Estos incluyen la mejora de las técnicas de diagnóstico y como complemento de las técnicas de rehabilitación.
Las técnicas de diagnóstico actuales generalmente involucran pruebas con lápiz y papel, como la prueba de bisección de línea. Aunque estas pruebas han proporcionado resultados de diagnóstico relativamente precisos, los avances en la terapia de realidad virtual (VRT) han demostrado que estas pruebas no son completamente confiables. Dvorkin y demás, utilizaron un sistema de cámara que sumergía al paciente en un mundo de realidad virtual y requería que el paciente agarrara o moviera un objeto en el mundo, a través del seguimiento de movimientos de brazos y manos. Estas técnicas revelaron que las pruebas con lápiz y papel proporcionan diagnósticos cualitativos relativamente precisos de los pacientes con negligencia hemispacial, pero la VRT proporcionó un mapeo preciso en un espacio tridimensional, revelando áreas del espacio que se pensaba que estaban desatendidas pero que los pacientes tenían al menos algo de conciencia. Los pacientes también fueron evaluados nuevamente 10 meses después de las mediciones iniciales, durante los cuales cada uno pasó por una terapia de rehabilitación regular, y la mayoría mostró menos negligencia en las pruebas de realidad virtual, mientras que no se mostraron mejoras medibles en la prueba de bisección de línea.
La terapia de realidad virtual también ha demostrado ser eficaz en la rehabilitación de pacientes con lesiones que sufren negligencia. Se realizó un estudio con 24 personas que sufrían de negligencia hemisférica. Un grupo de control de 12 personas se sometió a una terapia de rehabilitación convencional que incluía entrenamiento de escaneo visual, mientras que el grupo de realidad virtual (VR) se sumergió en 3 mundos virtuales, cada uno con una tarea específica. Los programas consistieron en:
1. "Bird and Ball": En el que el paciente toca una pelota voladora con la mano y la convierte en un pájaro
2. "Coco": En el que el paciente atrapa un coco que cae de un árbol mientras se mueve
3. "Contenedor": En el que el paciente mueve una caja que lleva en un contenedor al lado opuesto.

Cada uno de los pacientes de RV pasó por 3 semanas de intervalos de 30 minutos 5 días a la semana sumergido en estos programas. Los controles pasaron por el tiempo equivalente en las terapias de rehabilitación tradicionales. Cada paciente tomó la prueba de cancelación de estrella, la prueba de bisección de línea y la escala Catherine Bergego (CBS) 24 horas antes y después del tratamiento, durante tres semanas para evaluar la gravedad de la negligencia espacial unilateral. El grupo de RV mostró un mayor aumento en la prueba de cancelación de estrellas y las puntuaciones de CBS después del tratamiento que el grupo de control (p <0,05) , pero ambos grupos no mostraron diferencia en la prueba de bisección de línea y K-MBI antes y después del tratamiento. Estos resultados sugieren que los programas de realidad virtual pueden ser más efectivos que la rehabilitación convencional y, por lo tanto, deben investigarse más.

## Ventajas de RV sobre exposición en vivo
La preferencia de la terapia de exposición a la realidad virtual sobre la terapia de exposición en vivo se debate a menudo, pero hay muchas ventajas obvias de la terapia de exposición a la realidad virtual que la hacen más deseable. Por ejemplo, la proximidad entre el cliente y el terapeuta puede causar problemas cuando se utiliza la terapia en vivo y el transporte no es confiable para el cliente o no es práctico para él viajar tan lejos como sea necesario. Sin embargo, la terapia de exposición a la realidad virtual se puede realizar desde cualquier parte del mundo si se proporcionan las herramientas necesarias. Siguiendo la idea del transporte no disponible y la proximidad, hay muchas personas que requieren terapia pero, debido a diversas formas de inmovilización (parálisis, obesidad extrema, etc.), no pueden ser trasladadas físicamente al lugar donde se realiza la terapia. Nuevamente, debido a que la terapia de exposición a la realidad virtual se puede realizar en cualquier parte del mundo, las personas con problemas de movilidad ya no serán excluidas. Otra ventaja importante son las menores preocupaciones éticas que la terapia de exposición en vivo.
Otra ventaja de la rehabilitación de realidad virtual sobre el método tradicional es la motivación del paciente. Cuando se les presentan tareas difíciles durante un período prolongado, los pacientes tienden a perder el interés en estas tareas. Esto provoca una disminución en el cumplimiento debido a una menor motivación para completar una tarea determinada. La rehabilitación de realidad virtual es ventajosa de tal manera que desafía y motiva al paciente a hacer más. Con cosas simples como puntajes altos, premios en el juego y rangos, los pacientes no solo están motivados a hacer sus terapias diarias, sino que se divierten haciéndolas. Esto no solo es ventajoso para los pacientes, sino también para el fisioterapeuta. Con estas puntuaciones altas y los datos que recopila el juego o la aplicación, los terapeutas pueden analizar los datos para ver la progresión, la cual se puede trazar y mostrar visualmente al paciente para aumentar la motivación en su desempeño y la progresión que ha logrado hasta ahora en sus terapias. Luego, estos datos se pueden registrar con otros participantes que realizan tareas similares y pueden mostrar cómo se comparan con personas con regímenes de terapia similares. Estos datos graficados en el programa o juego pueden ser utilizados por investigadores y científicos por igual para una evaluación adicional de regímenes terapéuticos. En un estudio realizado en 2016, se realizó una simulación basada en realidad virtual de una ciudad llamada "Reh @ City". Esta ciudad, en realidad virtual, evoca la memoria, la atención y las habilidades visuoespaciales, y las tareas de funciones ejecutivas que se integran en el desempeño de varias rutinas diarias. Este estudio analizó las actividades de la vida diaria en pacientes que han sufrido un accidente cerebrovascular y descubrió que tiene más impacto que los métodos convencionales en el proceso de recuperación.

## Preocupaciones
Existen algunas preocupaciones éticas con respecto al uso y desarrollo del uso de la simulación de realidad virtual para ayudar a los clientes/pacientes con problemas de salud mental. Un ejemplo de estas preocupaciones son los posibles efectos secundarios y secuelas de la exposición a la realidad virtual. Algunos de estos efectos secundarios y secuelas podrían incluir cibermareo (un tipo de mareo por movimiento causado por la experiencia de realidad virtual), alteraciones perceptivo-motoras, flashbacks y, en general, disminución de la excitación (Rizzo, Schultheis y Rothbaum, 2003). Si son lo suficientemente graves y generalizados, los terapeutas que utilizan la realidad virtual deben mitigar estos efectos mediante varios métodos.
Otra preocupación ética es cómo los médicos deben recibir la certificación VRT. Debido a la relativa novedad de la realidad virtual en su conjunto, es posible que no haya muchos médicos que tengan experiencia con los matices de la exposición a la realidad virtual o los roles previstos de los programas de realidad virtual en la terapia. Según Rizzo (2003), la tecnología de realidad virtual solo debe usarse como una herramienta para médicos calificados en lugar de usarse para promover la práctica personal o atraer a nuevos clientes y/o pacientes.
Una de las preocupaciones tradicionales con la terapia de realidad virtual es el costo. Dado que la realidad virtual en el campo de la ciencia y la medicina es tan primitiva y nueva, los costos de los equipos de realidad virtual serían mucho más altos que los de algunos métodos tradicionales. Con los costos médicos creciendo a un nivel exponencial, este sería otro costo que se agregaría a la creciente lista de facturas médicas para el proceso de recuperación de un paciente. Independientemente de los beneficios de la rehabilitación de realidad virtual, los costos del equipo y los recursos para una configuración de realidad virtual dificultarían que se generalice y esté disponible para todos los pacientes, incluida la población indigente. Sin embargo, está surgiendo un nuevo mercado de hardware de realidad virtual de menor costo, específicamente con pantallas mejoradas instauradas en la cabeza.
Además, hay algunos problemas relacionados con la realidad virtual que pueden surgir de su uso, como el aislamiento social —donde los usuarios pueden separarse de las conexiones sociales del mundo real— y la sobreestimación de las habilidades de una persona —donde los usuarios, especialmente los jóvenes, a menudo no distinguen entre sus hazañas en la vida real y la realidad virtual—.

## Lectura sugerida
- Next Stop: Virtual Psychology and Therapy; Current Topics in Psychology (enlace roto disponible en Internet Archive; véase el historial, la primera versión y la última).; Fenichel, M.; (2010)